# Maurice Copigneaux
Maurice Copigneaux, né le 15 novembre 1868 à Bruxelles (Belgique) et mort le 10 septembre 1943 au Raincy (Seine), est un syndicaliste et homme politique français. Il est le 2e secrétaire général de la Confédération générale du travail (CGT) de 1898 à 1900.

## Biographie
Employé de la ville de Paris, militant du syndicat des travailleurs municipaux, il participe au deuxième congrès de la Confédération générale du travail en 1896. Il est d'abord trésorier national de la confédération en 1897 avant de succéder à Absalon Lagailse, discrédité par son attitude lors d'une grève des cheminots, comme secrétaire général de la CGT, fonction qu'il occupe d'octobre 1898 (de facto, de droit en juin 1899), jusqu'en septembre 1900, où il est remplacé par Victor Renaudin.
Il poursuit son activité syndicale en participant activement à la création de la fédération des employés municipaux et départementaux en 1903, ainsi qu'à celle des services publics, dont il est le secrétaire général de 1919 à 1921.
Par ailleurs, Copigneaux est un militant socialiste parisien. Il participe notamment au congrès dit « du Globe », qui vit la naissance de la Section française de l'Internationale ouvrière (SFIO). Il rompt cependant avec le Parti socialiste au lendemain de la Première Guerre Mondiale, pour des raisons d'appareil sans rapport avec l'orientation politique. Élu dans le 17e arrondissement (Quartier des Épinettes), il exerce, entre 1925 et 1929, un mandat de conseiller municipal de Paris, sous l'étiquette « socialiste indépendant ».
Il est le père de Georges Copigneaux, conseiller municipal de Paris (17e arrondissement), élu à partir de 1933